# Mocidade Unida da Glória
A Associação Recreativa e Cultural Mocidade Unida da Glória (também chamada de MUG ou Mocidade) é uma escola de samba da cidade de Vila Velha, no Espírito Santo, que disputa o Carnaval de Vitória. Foi fundada em 9 de agosto de 1980, como bloco.

## História
A origem da Mocidade Unida da Glória vem do bloco Calção Vermelho, cujos componentes desfilavam do bairro da Glória até o centro da cidade de Vila Velha, usando somente de calções vermelhos e sem camisa. Dentre os principais fundadores, destaca-se o falecido Ivan Ferreira, um dos principais incentivadores da fundação da agremiação. Já como escola de samba, a MUG começou desfilando no carnaval de Vila Velha, onde foi campeã de 1981 a 1984. Ainda em 84, desfilou em Vitória, com o enredo “No Reino Onde Chorar é Proibido”. Rebaixada em 1985, venceu o Grupo B em 1986, voltando ao primeiro grupo em 1987.
Firmou-se entre as grandes escolas nos anos seguintes, conquistando em 1990 o vice-campeonato no grupo principal, seu melhor resultado até então. Em 1992, a escola passou pelo pior momento de sua história, quando um incêndio destruiu seu barracão, impedindo o seu desfile naquele ano. Após o carnaval de 1992, os desfiles saíram do calendário oficial de Vitória e o carnaval foi interrompido. Com o retorno dos desfiles, em 1998, as agremiações passaram a se apresentar somente como convidadas e sem disputa. Mas a MUG recusou-se a participar enquanto o Carnaval não tivesse caráter competitivo novamente.
A escola retornou quatro anos mais tarde, em 2002 (Ano em que recomeça a disputa no Carnaval Capixaba), com o enredo "O Renascer das Cinzas". Nesse ano, a MUG contou sua trajetória e se consagrou de vez como uma das grandes escolas do Carnaval Capixaba. O vice-campeonato incentivou seus foliões, que prepararam ainda mais organização para o ano seguinte.
O primeiro título veio em 2003, com o enredo "De Passo a Passo, Faço os Passos de Anchieta", num desfile que foi aplaudido de pé por grande parte do público que lotava as dependências do Sambão do Povo.
Em 2004, a MUG conquistou o Vice-Campeonato com o enredo. "S.O.S senhores do Universo. O planeta está agonizando". No último ano do carnavalesco Sury de Souza.
Em 2005, com a estréia do novo carnavalesco Petterson Alves, a MUG conquistou seu segundo campeonato com o enredo: "Grécia…Uma viagem fantástica ao templo dos Deuses da Mitologia"
Em 2006, a MUG fez um enredo fantástico falando sobre a origem do café com o enredo: "Quente como o inferno, puro como um anjo, doce como o amor. Quem vai provar? Quem vai querer? eu sou o Café e o meu Banquete é para Você". Mas a escola ficou na 2ª colocação, apesar de ter realizado um desfile considerado antológico e tendo recebido o título de melhor samba capixaba de todos os tempos.
Em 2007, com problemas no desfile, acabou estourando o tempo e ficou na sétima colocação do Grupo Especial, sendo rebaixada para o grupo de acesso com o enredo: "Mocidade, Hoje sou criança Aventureiro da Ilusão".
Em 2008, a escola da Glória reeditou o enredo de 1987." Amazônia: Lendas e Cobiças", consagrando-se campeã do grupo de acesso com 20 pontos de diferença para a segunda colocada, e garantindo assim novamente a vaga no Grupo Especial para 2009.

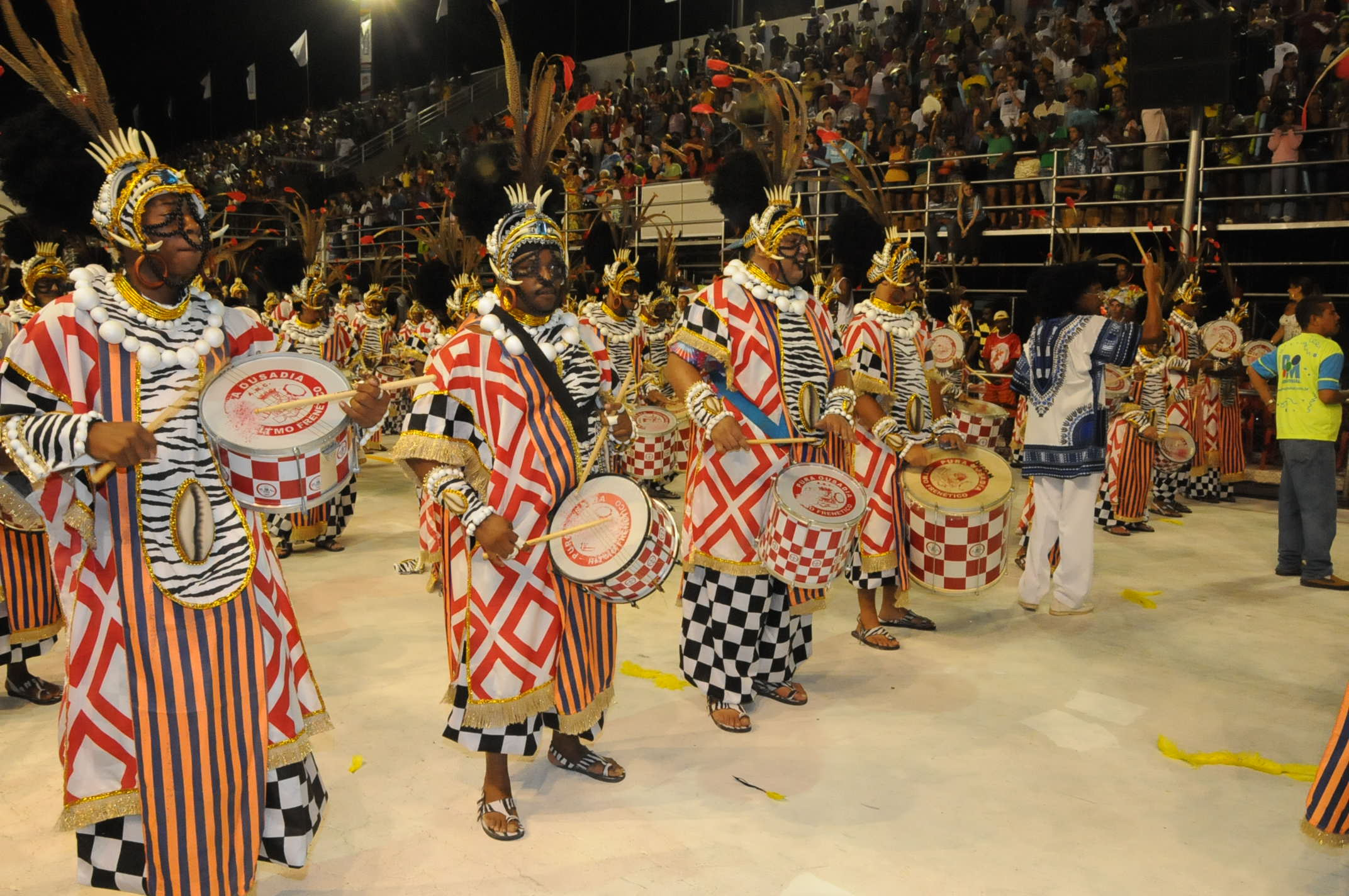
Bateria da MUG no desfile de 2009.

Em 2009, desfilando com 3000 componentes, 23 alas e 6 alegorias, a MUG foi a Vice-Campeã, com o enredo "Do eldorado africano ao berço selvagem e fascinante da Vila São Matheus". A escola sofreu com a ação de vândalos, que após o carnaval incendiaram uma alegoria da agremiação, que já estava de volta ao barracão.
Em 2010, ao falar sobre o cinquentenário de Brasília, a MUG terminou na 3ª colocação, ficando atrás da campeã Independentes de Boa Vista e da Vice-Campeã Novo Império.
Em 2011, a escola apostou em um enredo ousado, contando a história da cerveja, com o enredo. "Mocidade a cerevisia que contagia!"  A escola veio com tudo para o título, arrancando gritos de "é campeã" das arquibancadas, e consagrou-se campeã do Carnaval Capixaba com 197,1 pontos.
Em 2012, a escola da Glória defendeu o título falando sobre o rei do baião, Luiz Gonzaga com o enredo: "Gonzagão! O Filho do sertão a majestade do baião. 100 anos em Glória". tendo Thiago Britto, Diego Nicolau e Fernando Brito, no lugar de Ricardinho da MUG, que marcou história na escola. Foi um desfile que contagiou as arquibancadas, mesmo com problemas, e foi novamente vice-campeã.
Para 2013, a agremiação levou ao Sambão do Povo a navegação dos mares franceses, especialmente na cidade de Dunkerque, com o enredo: "Oui Voilá le France! Mocidade singra os mares de Dunkerque. Merci beacoup". consagrou-se novamente campeã do Carnaval Capixaba nesse ano.
Em 2014, fez uma homenagem ao município de Castelo, novamente feito por Petterson Alves, o último desfile do carnavalesco à frente da MUG. Com uma apresentação já com dia claro, devido a atrasos provocados durante os desfiles anteriores, a MUG levou novamente a segunda colocação na apuração das notas. 
Em 2015, a MUG volta a ser campeã do carnaval capixaba com o enredo "No reino de sua majestade - O Sonho". A escola contratou o carnavalesco carioca Cid Carvalho, que já teve passagens por Imperatriz Leopoldinense, Beija-Flor de Nilópolis, Mocidade Independente de Padre Miguel , Unidos de Vila Isabel e Estação Primeira de Mangueira. O desfile multicolorido encantou o público e os jurados, fazendo com que a MUG conquistasse 25 notas 10, das 30 possíveis.
Para 2016, Cid Carvalho permaneceu na agremiação, e a MUG desfilou com o enredo "Papo de Botequim - Boemia e malandragem na cadência do samba". Com um desfile repleto de petiscos, jogatinas e malandragem, a escola também chamou atenção pelos "falsos malandros" encarcerados em plena avenida. Um dos carros trazia um enorme urubu sobrevoando Brasília, que foi representada em forma de cadeia, com seus políticos presos dentro dela. A MUG conquistou o Bicampeonato.
Em 2017, terceiro ano do carnavalesco Cid Carvalho, a escola de samba apostou no enredo "A MUG dá as cartas", um tema que levou para a avenida a importância das cartas para a história da humanidade: cartas de amor, cartas de infância, documentos, tratados e os correios eletrônicos garantiram à MUG o Vice Campeonato no carnaval de 2017.
Com a saída de Cid Carvalho após o carnaval de 2017, a MUG contratou o carnavalesco Osvaldo Garcia, que já teve passagens por escolas como a Imperatriz do Forte e a Unidos de Jucutuquara, onde foi vice-campeão duas vezes consecutivas (2015 e 2016), anos em que a própria MUG venceu. Osvaldo chegou à escola com o objetivo de mudar a linguagem do desfile da agremiação e trazer um desfile mais enxuto. O artista sugeriu o enredo "Entre confetes e serpentinas, uma paixão sem igual... Olhares que se cruzam, bocas que se beijam, amores no carnaval". A MUG desfilou sob a chuva, mas encantou o público e se superou, alcançando seu sétimo campeonato, e o primeiro da carreira de Osvaldo Garcia.

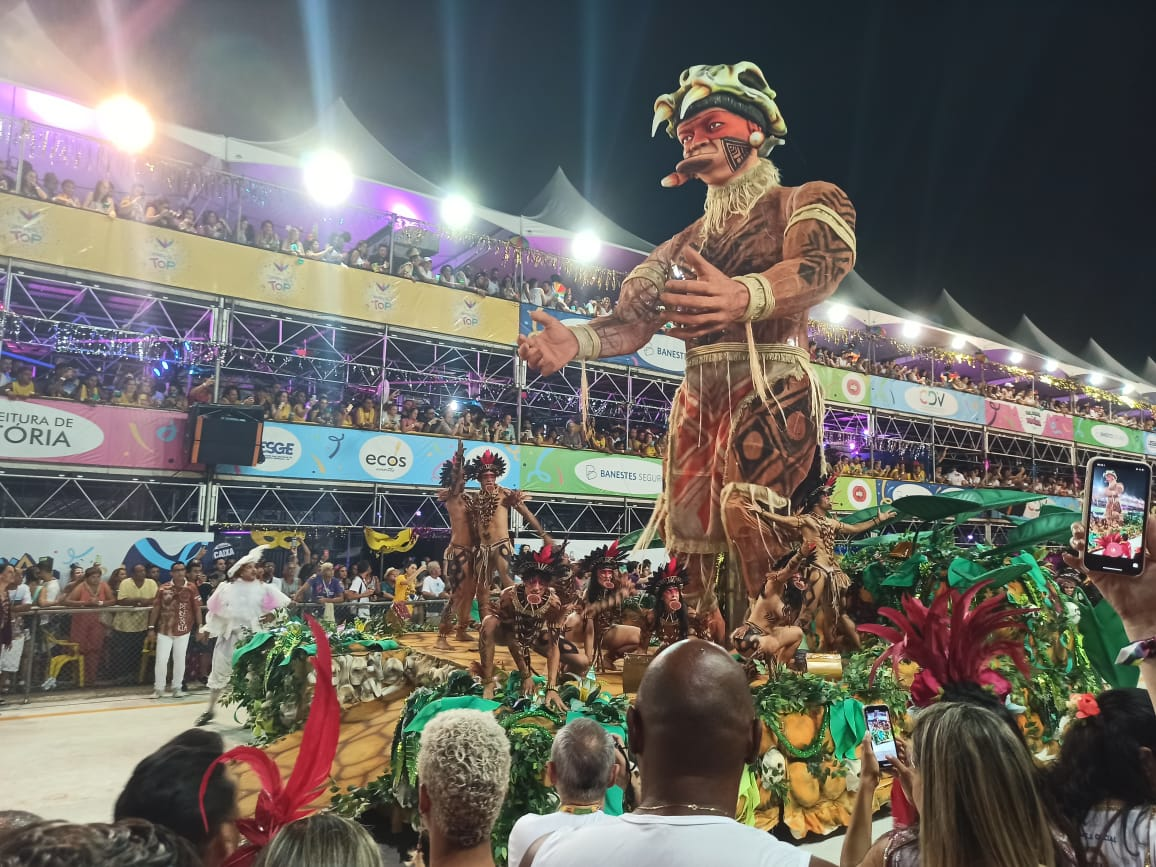
Desfile da MUG em 2020.

Renovado para 2019, Osvaldo Garcia assinou "Sorrir e Sambar É Só Começar", desfile que trouxe curiosidades e histórias referentes ao sorriso. Com um desfile multicolorido, a MUG foi a escola com mais pontos na avaliação dos jurados, mas devido a uma penalidade de dois décimos, terminou a apuração na segunda colocação por um décimo.

Para 2020, a MUG apresentou a força e os encantos das lendas indígenas capixabas, com o enredo "Oby, o Imaculado Santuário das Lendas", de Osvaldo Garcia, que apresentava ao público um Espírito Santo intocado, encantado e índio. O desfile rendeu um vice-campeonato à agremiação.

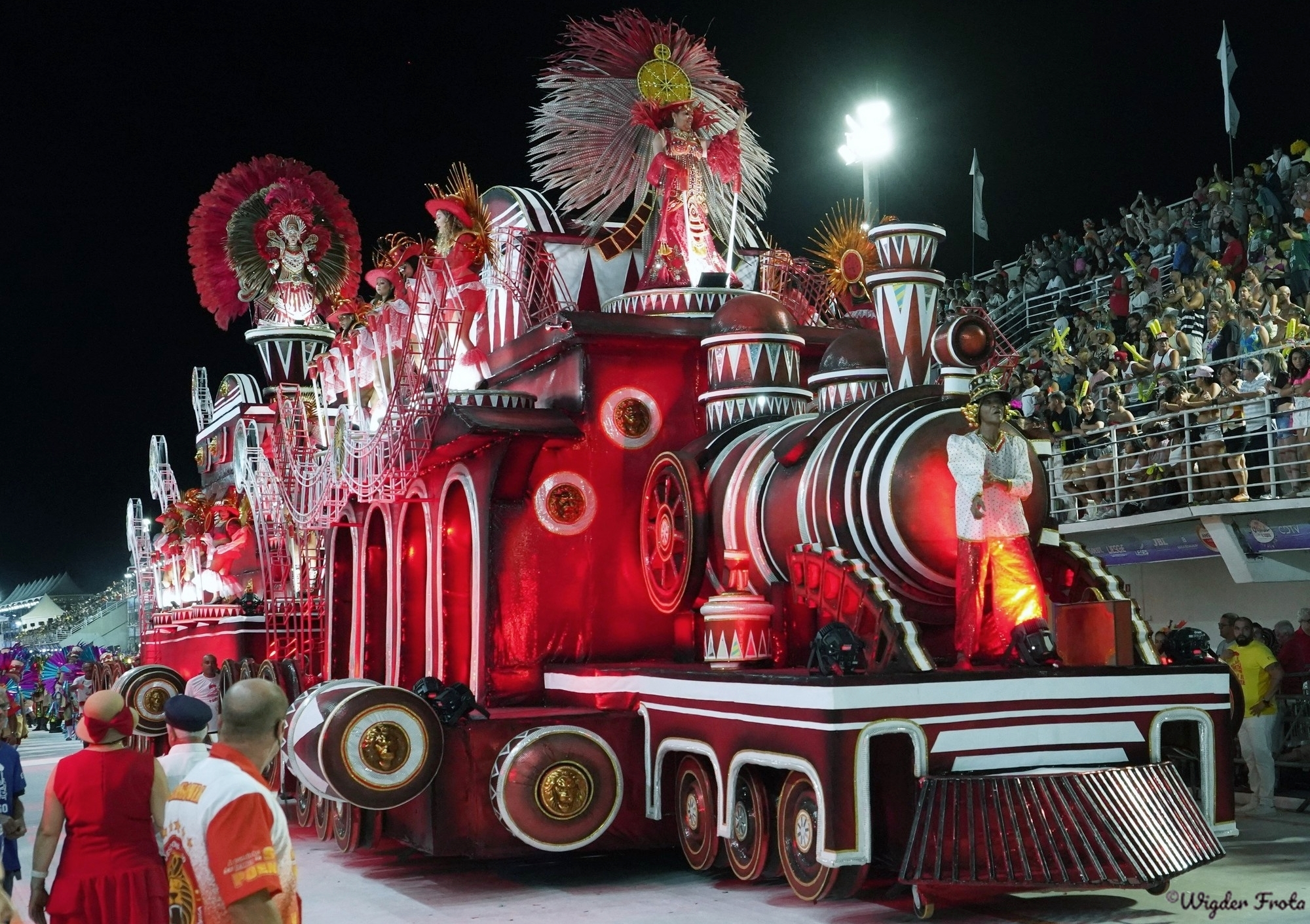
Carro abre-alas do desfile campeão de 2023.

No ano de 2021, devido às restrições causadas pela pandemia da Covid-19, não houve desfile das escolas de samba em Vitória.
Para o carnaval de 2022, o enredo da MUG é "O Leão em Caravana Traz ao Palco da Folia a Imagem e a Semelhança com um quê de Fantasia". O desfile propõe uma viagem através dos tempos, mostrando a importância dos bonecos para a humanidade, e como eles mudaram destinos dos seres humanos por onde passaram. Com o desfile, a escola ficou em 2º Lugar, com 179,30 Pontos.
Em 2023, a agremiação levou para a avenida o enredo "A caminho das terras do Sol poente", lembrando a origem indígena de Colatina.  Na apuração do Carnaval capixaba, no dia 15 de fevereiro, a escola se sagrou campeã, encerrando um jejum que vinha desde 2018. Com isso, a MUG, como é conhecida, chega a 8 títulos do grupo especial. 
No ano seguinte, em 2024, a escola conquistou o nono título no Carnaval de Vitória com enredo "Massena: Um Olhar em Aquarela".  A disputa pelo título foi acirrada, com diferença pequena de pontos para a segunda colocada. A MUG contou a história do pintor mineiro e com o coração capixaba Homero Massena. 
Para manter o título em Vila Velha, a vermelho e branco aposta em São Jorge. O santo guerreiro será tema do desfile da Mocidade Unida da Glória no carnaval de 2025. A escola busca o seu primeiro tricampeonato com enredo "O guerreiro da capa encarnada: Jorge do povo brasileiro".

## Segmentos

### Presidentes
| Nome                                                  | Mandato    | Ref.                        |
| ----------------------------------------------------- | ---------- | --------------------------- |
| Carlos Roberto dos Santos Ribeiro "Robertinho da MUG" | 2019-atual | [ 19 ] [ 20 ] [ 21 ] [ 22 ] |

### Diretores
| Ano  | Diretor de carnaval | Diretor geral de harmonia | Ref. |
| ---- | ------------------- | ------------------------- | ---- |
| 2020 | Jurandy Machado     | Slin Ribeiro              |      |

### Coreógrafo
| Período    | Nome             | Ref.   |
| ---------- | ---------------- | ------ |
| 2011-2013  | Lalau Martins    |        |
| 2014-2017  | Monika Queiroz   | [ 23 ] |
| 2018-2019  | Rodrigo Carvalho | [ 21 ] |
| 2020-atual | Marcelo Lages    |        |

### Casal de Mestre-sala e Porta-bandeira
| Período       | Nome                               | Ref.   |
| ------------- | ---------------------------------- | ------ |
| 2002-2006     | Darlou e Débora Siqueira           |        |
| 2007          | Diego Benittez e Delma Vieira      |        |
| 2008-2013     | Diego Benittez e Vanessa Benittez  |        |
| 2014-2016     | David Tatu e Naymara               | [ 23 ] |
| 2017          | Kleyson Sensação e Layli Rosado    | [ 20 ] |
| 2018-2020     | Juliander Agrizzi e Gessya Santana | [ 21 ] |
| 2022-2023     | Hudson Maia e Klaura Nunes         |        |
| 2024-presente | Hudson Maia e Letícia Malaquias    |        |

### Bateria
A bateria da Mocidade Unida da Glória é chamada de "Pura Ousadia"

### Mestres
| Período   | Mestre                                  | Ref. |
| --------- | --------------------------------------- | ---- |
| 2020      | Mestre Carlos Magno                     |      |
| 2023-2025 | João Henrique Azevedo e Lucas Massariol |      |
| 2026      | Lucas Massariol                         |      |

### Rainha de bateria
| Período   | Rainha             | Ref.                 |
| --------- | ------------------ | -------------------- |
| 2002-2023 | Fernanda Figueredo | [ 20 ] [ 21 ] [ 24 ] |
| 2024      | Layla Bastos       |                      |

### Intérprete Oficial
| Período   | Rainha                                       | Ref. |
| --------- | -------------------------------------------- | ---- |
| 2002-2004 | Dudu da MUG                                  |      |
| 2005-2011 | Ricardinho da MUG                            |      |
| 2012      | Diego Nicolau, Thiago Brito e Fernando Brito |      |
| 2013-2020 | Thiago Brito                                 |      |
| 2022-2024 | Ricardinho da MUG                            |      |
| 2025      | Ricardinho da MUG e Thiago Brito             |      |
| 2026      | Thiago Brito                                 |      |

## Carnavais
| Ano | Colocação | Grupo | Enredo | Carnavalesco | Intérprete | Ref.                 |
| --- | --- | --- | --- | --- | --- | -------------------- |
| 1984 | Campeã | Acesso B | No Reino Onde Chorar é Proibido Compositores:Marcílio Dias e Daniel Simões Reis. | | Luizinho | [ 25 ] [ 2 ] [ 1 ]   |
| 1985 | 9° lugar | Acesso A | Raízes da história de uma civilização Compositores:Marcílio Dias e Daniel Simões Reis. | | Luizinho | [ 26 ] [ 2 ] [ 1 ]   |
| 1986 | Campeã | Acesso B | Quem te viu, TV | | Dudu da MUG | [ 27 ] [ 2 ] [ 1 ]   |
| 1987 | 3° lugar | Acesso A | Amazonas, Lendas e cobiças Compositores:Ivan Reis e Marcílio Dias. | | Dudu da MUG | [ 28 ] [ 2 ] [ 1 ]   |
| 1988 | 7° lugar | Acesso A | Quem viver verá! O Arauto da Liberdade Compositor:Marcílio Dias Stancini | | Dudu da MUG | [ 29 ] [ 2 ] [ 1 ]   |
| 1989 | 6° lugar | Acesso A | O Sonho de Ícaro Compositor:Adauri das Neves | | Dudu da MUG | [ 30 ] [ 2 ] [ 1 ]   |
| 1990 | Vice-campeã | Acesso A | Do Sonho à Fantasia Compositores:Marcílio Dias e Everton J. Buarque (Robertinho) | | Washington Maia | [ 31 ] [ 2 ] [ 1 ]   |
| 1991 | 5° lugar | Acesso A | O encantamento de Soboadan Compositores:Marcílio Dias, Vertinho e Beijinho | | Dudu da Mug e Washington Maia                                                                                          | [ 32 ] [ 2 ] [ 1 ]   |
| Entre 1993 e 1997 não houve desfile oficial                                                                            | Entre 1993 e 1997 não houve desfile oficial                                                                            | Entre 1993 e 1997 não houve desfile oficial                                                                            | Entre 1993 e 1997 não houve desfile oficial | Entre 1993 e 1997 não houve desfile oficial                                                                            | Entre 1993 e 1997 não houve desfile oficial                                                                            | [ 2 ] [ 1 ]          |
| 2002 | Vice-campeã | Grupo Especial | O Renascer da Cinzas Compositores:Fernando Monteiro & Zinho Furão | Sury de Souza | Dudu da MUG | [ 33 ] [ 2 ] [ 1 ]   |
| 2003 | Campeã | Grupo Especial | De Passo a Passo, Faço os Passos de Anchieta Compositores:Ditto PR, Wilson Carneiro, José Carlos e Gugu | Sury de Souza e Jô | Dudu da MUG | [ 34 ] [ 2 ] [ 1 ]   |
| 2004 | Vice-campeã | Grupo Especial | S.O.S senhores do Universo. O planeta está agonizando Compositor:Dudu Xavier | Sury de Souza | Dudu da MUG | [ 35 ] [ 2 ]         |
| 2005 | Campeã | Grupo Especial | Grécia... Uma viagem fantástica ao templo dos Deuses da Mitologia Compositores:Dudu Xavier e João Pimenta | Petterson Alves | Ricardinho da MUG | [ 36 ] [ 2 ]         |
| 2006 | Vice-campeã | Grupo Especial | Quem vai provar, Quem vai querer, eu sou o Café e o meu Banquete é para Você Compositores:Leko e Renilson Rodrigues | Petterson Alves | Ricardinho da MUG | [ 37 ] [ 2 ]         |
| 2007 | 13° lugar | Grupo Especial | Mocidade, Hoje sou criança Aventureiro da Ilusão Compositores:Betinho Capoeira e Ricardo | Petterson Alves | Ricardinho da MUG | [ 38 ] [ 2 ]         |
| 2008 | Campeã | Acesso | Amazônia: Lendas e Cobiças Reedição de 1987 | Petterson Alves | Ricardinho da MUG | [ 39 ] [ 2 ]         |
| 2009 | Vice-campeã | Grupo Especial | Do eldorado Africano ao Berço Selvagem e Fascinante da Vila de São Matheus Compositores:Diego Nicolau, Maurício Bona, João Vitor, Felipe Viana | Petterson Alves | Ricardinho da MUG | [ 40 ] [ 3 ]         |
| 2010 | 3° lugar | Grupo Especial | Deixei de ser moderna para ser eterna... Brasília! Da profecia de Dom Bosco à realidade de JK Compositores:Diego Nicolau, Maurício Bona, Claudinho Vagareza e Thiago Britto | Petterson Alves | Ricardinho da MUG | [ 41 ] [ 4 ]         |
| 2011 | Campeã | Grupo Especial | Mocidade - A cerevisia que contagia Compositores:Diego Nicolau, Maurício Bona, Claudinho Vagareza e Thiago Brito | Petterson Alves | Ricardinho da MUG | [ 42 ] [ 5 ]         |
| 2012 | Vice-campeã | Grupo Especial | Gonzagão! O filho do sertão, a majestade do baião – 100 anos de glórias Compositores:Diego Nicolau, Mauricio Bona, Claudinho Vagareza e Thiago Brito | Petterson Alves | Thiago Britto, Diego Nicolau e Fernando Brito                                                                          | [ 9 ] [ 10 ] [ 7 ]   |
| 2013 | Campeã | Grupo Especial | Oui Voilá le France! Mocidade singra os mares de Dunkerque. Merci beacoup Compositores:Diego Nicolau, Thiago Brito, Claudinho Vagareza e Marcelo Motta. | Petterson Alves | Thiago Britto | [ 43 ] [ 44 ] [ 13 ] |
| 2014 | Vice-campeã | Grupo Especial | Tapetes - Do paraíso mágico ao santuário da fé: Castelo Compositores: Dudu Nobre e Diego Nicolau | Petterson Alves | Thiago Britto | [ 45 ] [ 46 ]        |
| 2015 | Campeã | Grupo Especial | Nos reinos de sua majestade: o sonho | Cid Carvalho | Thiago Britto | [ 47 ]               |
| 2016 | Campeã | Grupo Especial | Papo de Botequim Compositores: Dudu Nobre e Diego Nicolau | Cid Carvalho | Thiago Britto |                      |
| 2017 | Vice-campeã | Grupo Especial | A MUG dá as Cartas! Compositores: Dudu Nobre e Diego Nicolau | Cid Carvalho | Thiago Britto | [ 20 ]               |
| 2018 | Campeã | Grupo Especial | Entre confetes e serpentinas, uma paixão sem igual… Olhares que se cruzam, bocas que se beijam… Amores de carnaval Compositores: Dudu Nobre e Diego Nicolau | Osvaldo Garcia | Thiago Britto | [ 48 ] [ 21 ] [ 22 ] |
| 2019 | Vice-campeã | Grupo Especial | Sorrir e sambar, é só começar! Compositores: Dudu Nobre e Diego Nicolau | Osvaldo Garcia | Thiago Britto | [ 49 ]               |
| 2020 | Vice-campeã | Grupo Especial | Oby: O Imaculado Santuário das Lendas Compositores: Diego Nicolau e Dudu Nobre | Osvaldo Garcia | Thiago Brito |                      |
| Inicialmente adiados para o mês de julho, os desfiles do Carnaval 2021 foram cancelados devido a pandemia de Covid-19. | Inicialmente adiados para o mês de julho, os desfiles do Carnaval 2021 foram cancelados devido a pandemia de Covid-19. | Inicialmente adiados para o mês de julho, os desfiles do Carnaval 2021 foram cancelados devido a pandemia de Covid-19. | Inicialmente adiados para o mês de julho, os desfiles do Carnaval 2021 foram cancelados devido a pandemia de Covid-19. | Inicialmente adiados para o mês de julho, os desfiles do Carnaval 2021 foram cancelados devido a pandemia de Covid-19. | Inicialmente adiados para o mês de julho, os desfiles do Carnaval 2021 foram cancelados devido a pandemia de Covid-19. | [ 50 ]               |
| 2022 | Vice-campeã | Grupo Especial | O Leão em Caravana Traz ao Palco da Folia a Imagem e a Semelhança com um quê de Fantasia | Osvaldo Garcia | Ricardinho da MUG | [ 51 ]               |
| 2023 | Campeã | Grupo Especial | A Caminho das Terras do Sol Poente Compositores: Diego Nicolau e Dudu Nobre | Petterson Alves | Ricardinho da MUG | [ 52 ] [ 15 ]        |
| 2024 | Campeã | Grupo Especial | Massena: Um Olhar em Aquarela Compositores: Ricardinho da MUG, Thiago Brito, Rafael Mikaiá, Rico Bernardes, Roberth Melodia, Lucas Rigonato, Cassius Macaé, Gigi da Estiva, Mauricio Amorim, Daniel Babosa, Carlos Jarjura e Leandro Maciel                                            | Petterson Alves | Ricardinho da MUG |                      |
| 2025 | 3º lugar | Grupo Especial | O Guerreiro da Capa Encarnada: Jorge do Povo Brasileiro Compositores: Rafael Mikaiá, Roberth Melodia, Fernando Brito, Gigi da Estiva, Rogerinho do Cavaco, Marcos Bittencourt, Carlos Jarjura, Rodrigo Gauz, Ana Werka, Maurício Amorim, Thiago Meiners e Cassius Macaé (in memorian). | Petterson Alves | Ricardinho da MUG e Thiago Brito                                                                                       |                      |
| 2026 | | Grupo Especial | O Diário Verde de Teresa | Petterson Alves | Thiago Brito |                      |

## Títulos
| Títulos da Mocidade Unida da Glória | Títulos da Mocidade Unida da Glória | Títulos da Mocidade Unida da Glória | Títulos da Mocidade Unida da Glória                    | Títulos da Mocidade Unida da Glória |
| Divisão                             | Divisão                             | Títulos                             | Carnavais                                              | Referências                         |
| ----------------------------------- | ----------------------------------- | ----------------------------------- | ------------------------------------------------------ | ----------------------------------- |
|                                     | Primeira Divisão                    | 9                                   | 2003, 2005, 2011, 2013, 2015, 2016, 2018, 2023 e 2024. |                                     |
|                                     | Segunda Divisão                     | 3                                   | 1984, 1986 e 2008.                                     |                                     |